# 知って解決!SKEっとネット
『知って解決!SKEっとネット』（しってかいけつ スケっとネット）は、東海3県のNHK総合テレビジョンで2010年4月5日から2013年3月30日まで、毎週月曜19:56 - 19:58（JST）に放送されたNHK名古屋放送局制作のミニ番組である。

## 概要
エコや消費生活、健康、防犯、防災などの生活情報をテーマにSKE48のメンバーが解りやすく紹介するミニ番組として放送された。番組にはテーマ別にSKE48のメンバーが3名ずつ出演した。各テーマで扱われる分野の専門家がメンバーの疑問に答えて助けてくれるという番組構成となっており、「SKEっと」とは「助っ人」を捩った造語である。
番組は各テーマごとに1 - 2か月間のリピート放送が行われたほか、番組の公式サイトでも番組動画の配信や番組で放送された内容のさらに詳細な解説や収録こぼれ話などの掲載が行われた。また、データ放送でも簡単な番組内容の紹介が配信された。

## 出演者
- SKE48

## 放送日程
| 回 | 放送日         | テーマ                                     | 出演者                             |
| -- | -------------- | ------------------------------------------ | ---------------------------------- |
| 1  | 2010年4月5日   | 悪質業者を撃退せよ!                        | 松井珠理奈・松井玲奈・矢神久美     |
| 2  | 2010年5月17日  | AEDをもっと知ろう!                         | 井口栞里・佐藤聖羅・向田茉夏       |
| 3  | 2010年6月21日  | しっかり見よう!食品表示                    | 小野晴香・高田志織・出口陽         |
| 4  | 2010年8月2日   | 受けてみよう!耐震診断                      | 須田亜香里・木﨑ゆりあ・木下有希子 |
| 5  | 2010年9月27日  | ひったくりにご用心!                        | 古川愛李・佐藤実絵子・秦佐和子     |
| 6  | 2010年11月8日  | とっさの応急手当て〜窒息事故から命を救う〜 | 桑原みずき・平松可奈子・佐藤聖羅   |
| 7  | 2010年12月20日 | 設置しよう!住宅用火災警報器                | 小木曽汐莉・高柳明音・若林倫香     |
| 8  | 2011年2月6日   | 空き巣にご用心!                            | 中村優花・原望奈美・山下ゆかり     |
| 9  | 2011年3月7日   | メタボを防ぐ食習慣                         | 磯原杏華・梅本まどか・小林亜実     |
| 10 | 2011年4月11日  | 気をつけよう!ネットのトラブル              | 出口陽・加藤智子・原望奈美         |
| 11 | 2011年5月9日   | ちょっと待った!歩道の自転車                | 赤枝里々奈・石田安奈・山田澪花     |
| 12 | 2011年6月6日   | 災害に備えて〜手作り防災ずきん〜           | 阿比留李帆・後藤理沙子・矢方美紀   |
| 13 | 2011年7月4日   | 防ごう!水の事故                            | 佐藤聖羅・佐藤実絵子・上野圭澄     |
| 14 | 2011年8月1日   | 熱中症に気をつけて!                        | 赤枝里々奈・向田茉夏・木本花音     |
| 15 | 2011年9月5日   | 始めてみよう!家具類の地震対策              | 小林亜実・竹内舞・中村優花         |
| 16 | 2011年10月3日  | 公共図書館を使いこなそう!                  | 平田璃香子・矢方美紀・金子栞       |
| 17 | 2011年10月31日 | なくそう!子ども虐待                        | 柴田阿弥・山下ゆかり・山田恵里伽   |
| 18 | 2011年12月5日  | これで安心!アイデア掃除                    | 加藤るみ・阿比留李帆・斉藤真木子   |
| 19 | 2012年1月5日   | どうなる?どうする?認知症                   | 梅本まどか・原望奈美・小林絵未梨   |
| 20 | 2012年2月20日  | 活用しよう!お薬手帳                        | 大矢真那・高田志織・中西優香       |
| 21 | 2012年4月2日   | 高層ビルで地震にあったら?                  | 梅本まどか・小林亜実・柴田阿弥     |
| 22 | 2012年5月21日  | 災害時に役立つ!携帯電話                    | 梅本まどか・小林亜実・柴田阿弥     |
| 23 | 2012年7月3日   | どう備える!?大雨災害                       | 磯原杏華・原望奈美・山下ゆかり     |
| 24 | 2012年8月20日  | 覚えておこう!台風の性質                    | 磯原杏華・原望奈美・山下ゆかり     |
| 25 | 2012年10月15日 | 車で地震にあったら?                        | 鬼頭桃菜・加藤智子・佐藤実絵子     |
| 26 | 2012年11月19日 | 車に備えよう!防災グッズ                    | 鬼頭桃菜・加藤智子・佐藤実絵子     |
| 27 | 2013年1月8日   | ストップ!放火                              | 阿比留李帆・井口栞里・内山命       |
| 28 | 2013年2月18日  | 電気火災を防ごう!                          | 阿比留李帆・井口栞里・内山命       |